# Вивероне
Вивероне (итал. Viverone) је насеље у Италији у округу Бијела, региону Пијемонт.
Према процени из 2011. у насељу је живело 1110 становника. Насеље се налази на надморској висини од 282 м.

## Становништво
| 1931. | 1936. | 1951. | 1961. | 1971. | 1981. | 1991. | 2001. | 2011. |
| ----- | ----- | ----- | ----- | ----- | ----- | ----- | ----- | ----- |
| 1.575 | 1.492 | 1.404 | 1.442 | 1.428 | 1.410 | 1.351 | 1.417 | 1.423 |